# Ferrovia Huttwil-Eriswil
La ferrovia Huttwil-Eriswil è stata una linea ferroviaria a scartamento normale della Svizzera.

## Storia
Nel 1911 il comune di Eriswil richiese ed ottenne (per conto di una società da costituirsi) la concessione federale per una linea che lo collegasse ad Huttwil, nodo ferroviario sulle linee per Langenthal, per Wolhusen e per Ramsei. La linea, a scartamento normale, sarebbe stata esercitata per mezzo di automotrici a vapore (sulla falsariga di quanto realizzato sulla ferrovia Saignelégier-Glovelier).
Costituitasi nel 1912 la società Huttwil-Eriswil-Bahn (HEB), la stessa affidò nel 1915 l'esercizio della linea alla Eisenbahngesellschaft Langenthal-Huttwil (LHB), concessionaria dell'omonima ferrovia; la linea sociale venne aperta il 1º settembre 1915, alla presenza del Consigliere di Stato Carl Moser.
La HEB fu sempre in difficoltà finanziarie, non riuscendo mai a pagare dividendi e necessitando di continui anticipi da parte della Confederazione, del Canton Berna e dei comuni interessati: a fine 1927 venne assorbita dalla LHB.
Il 21 dicembre 1944 si costituì ad Huttwil la società Vereinigte Huttwil-Bahnen (VHB), dalla fusione di LHB, HWB e RSHB. La fusione si era resa necessaria a seguito delle difficoltà finanziarie delle tre società: la Confederazione intervenne con un aiuto di 4 milioni di franchi a condizione di una fusione tra di esse (come previsto dalla legge federale del 1939 sull'aiuto alle ferrovie). Sin dalle origini la VHB condivideva la direzione con altre due società ferroviarie, Emmental-Burgdorf-Thun-Bahn (EBT) e Solothurn-Münster-Bahn (SMB). Sotto la nuova gestione la VHB elettrificò le sue linee ferroviarie: il 4 maggio 1946 venne inaugurata la trazione elettrica tra Huttwil ed Eriswil.
La linea continuò ad essere deficitaria, e nel 1974 il consiglio d'amministrazione della VHB decise di sospendere dal 1º giugno 1975 il servizio passeggeri della ferrovia, sostituendolo provvisoriamente con autobus. La linea chiuse definitivamente in occasione del cambio d'orario del 28 maggio 1978.

## Caratteristiche
La linea, a scartamento normale, era lunga 4,9 km ed elettrificata a corrente alternata monofase con la tensione di 15000 V alla frequenza di 16,7 Hz; la pendenza massima era del 28 per mille, il raggio minimo di curva 250 metri.

### Percorso
| Continuation backward |

| Unknown route-map component "CONTgq" | Unknown route-map component "ABZg+r" |  |

| Station on track |

|  | Unknown route-map component "xABZgl" | Unknown route-map component "CONTfq" |

| Unknown route-map component "exHST" |

| Unknown route-map component "exWBRÜCKE1" |

| Unknown route-map component "exHST" |

| Unknown route-map component "exHST" |

| Unknown route-map component "exWBRÜCKE1" |

| Unknown route-map component "exKBHFe" |

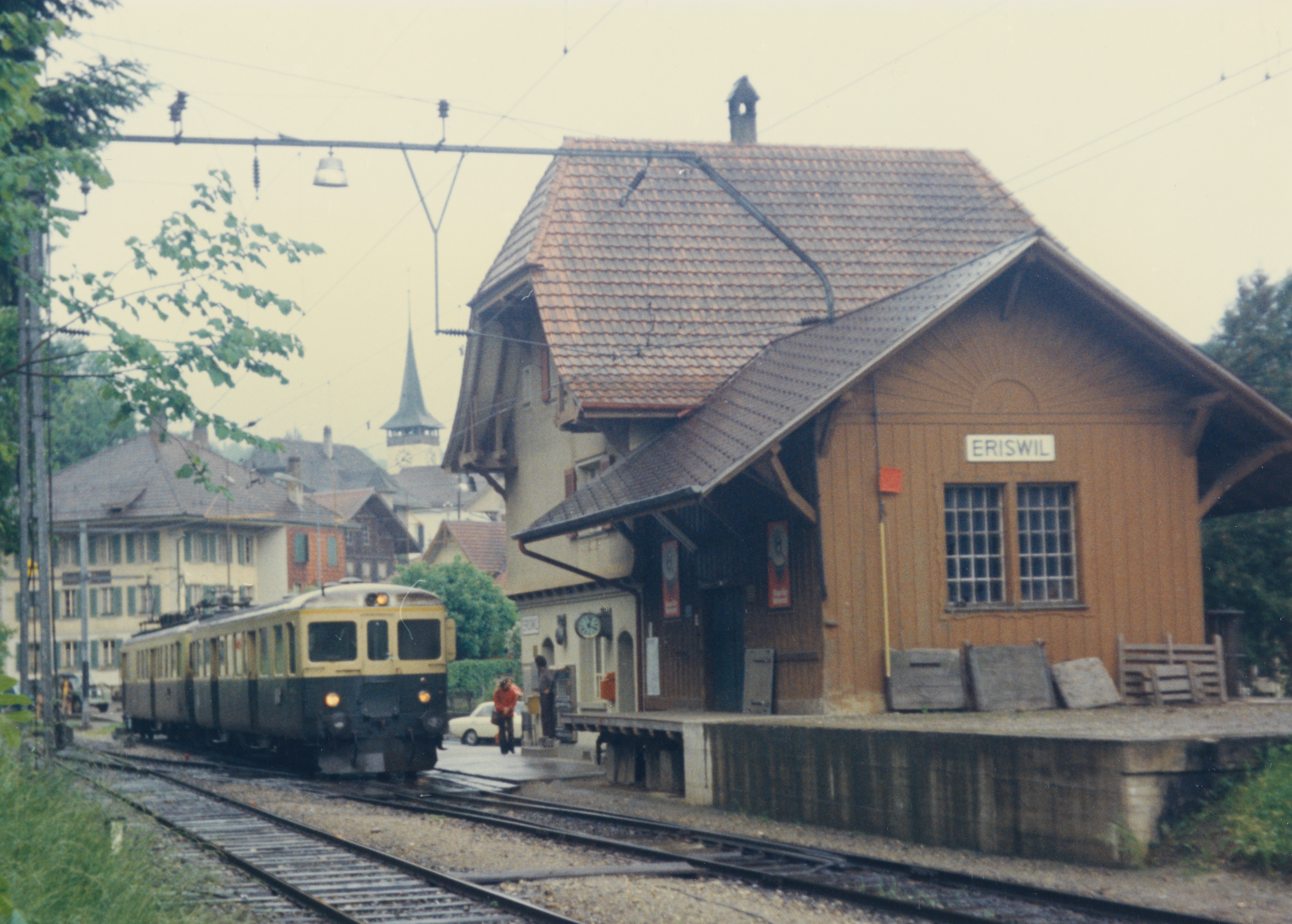
La stazione di Eriswil con un convoglio (1975)

La linea partiva dal nodo ferroviario della stazione di Huttwil, immettendosi sulla linea per Wolhusen da cui si distaccava dopo circa un chilometro. Veniva quindi seguito il corso del fiume Langete prima e la strada cantonale poi fino al capolinea di Eriswil.